# Anna Oscàr
Anna Dorothea Oscàr, född Thulin den 29 april 1875 i Stockholm, död där 19 september 1915, var en svensk operasångare (sopran).

## Biografi
Föräldrarna var skrädderiarbetaren Sven Tufvesson Thulin och Catharina Carolina Andersdotter Sahlin. Efter studier för Signe Hebbe och Isidor Dannström scendebuterade hon endast 16 år gammal i rollen som Papagena i Trollflöjten på Kungliga Teatern, där hon hade ytterligare några roller, fast hon fick då inte fast engagemang där. Hon flyttade 1892 till Göteborg för engagemang på Stora teatern. Påföljande säsong 1893–1894 var hon åter i Stockholm och vid Vasateatern. Hon sjöng även på Tivoli-scenerna i Kristiania och Köpenhamn. Efter några roller vid Kungliga Teatern blev hon engagerad där 1895 och fram till sin död. Hon reste dessutom 1903, 1906 och 1909 på konsertturnéer i USA.
Bland rollerna kan nämnas Sandman och Greta i Hans och Greta, Siebel i Faust och Nedda i Pajazzo, titelrollen i Mignon, Anna i Friskytten, Fatima i Oberon, Pamina i Trollflöjten, Zerlina i Don Juan, Susanna i Figaros bröllop och Marie i Regementets dotter.
Hon medverkade vid uruppförandena av Halléns Valdemarsskatten (Ava), Peterson-Bergers båda Ran (Ingrid) och Arnljot (Vaino) samt vid Sverigepremiärerna av Werther, Bohème, Tosca och Salome.
Hon belönades med medaljen Litteris et Artibus 1903 och invaldes som ledamot nummer 521 av Kungliga Musikaliska Akademien den 30 mars 1908 och spelade in ett fyrtiotal stycken på grammofon.
Hon var gift första gången 1900–1905 med Carl Olof Teodor (Tedde) Hellström och andra gången från 1907 med operasångaren W. Martin Oscàr.
Oscàr dog av cancer och är begravd på Norra begravningsplatsen i Stockholm. 

## Rollporträtt

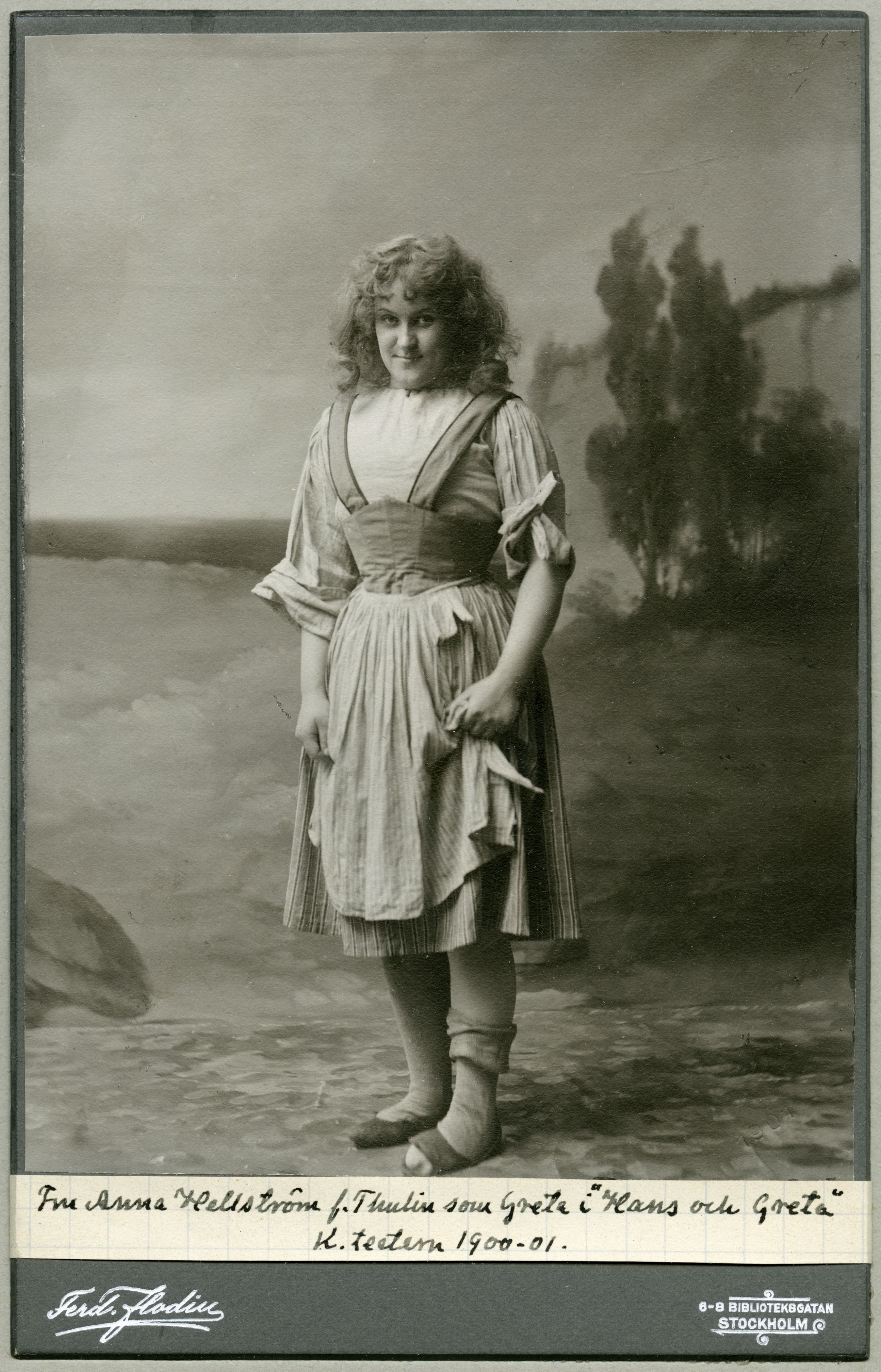
Som Greta i Hans och Greta. Kungliga teatern 1900.